# Пирсов закон
Пирсов закон је назван по филозофу и логичару Чарлсу Сандерсу Пирсу (енгл. Charles Sanders Peirce). Пирс је овај закон узео као аксиому у својој аксиоматизацији исказне логике. Може се сматрати да је ово закон искључења трећег записан у облику који укључује само једну врсту логичког везника, односно импликације.
У исказном рачуну Пирсов закон гласи: ((P→Q)→P)→P. Ово значи да исказ P мора бити тачан ако постоји исказ Q такав да истинитост за P следи из истинитости исказа "ако P онда Q". Конкретно, ако узмемо да је исказ Q нетачан, Пирсов закон каже да ако је P тачно када имплицира нешто нетачно, онда је P тачно. Одавде следи да Пирсов закон имплицира закон искључења трећег.
Пирсов закон не важи у интуиционистичкој логици или у некој логици која је слабија од класичне (енгл. intermediate logic) и не може се извести само из теореме дедукције.

## Историјат
Овако је Пирс формулисао правило:
Пета ставка је неопходна за принцип искључења трећег и других исказа повезаних са њим. Једна од најједноставнијих формула овог облика је:
| {(x → y) → x} → x. |

Ова формула може послужити као аксиома. Да је тачна следи из следећег разматрања. Формула може бити лажна само ако је консеквент x нетачан, а антецеденс {(x → y) → x} тачан. Ако је ово тачно, или је консеквенс, x, тачан, када је цела формула тачна, или је антецеденс x → y нетачан. У последњем случају, антецеденс од x → y, што је x, мора бити тачан. (Peirce, the Collected Papers 3.384).